# Apsilochorema
Apsilochorema is een geslacht van schietmotten uit de familie van de Hydrobiosidae.
De wetenschappelijke naam van het geslacht werd in 1907 gepubliceerd door  Georg Ulmer.
Apsilochorema komt verspreid voor in de Palearctische, Oriëntaalse en Australaziatische gebieden. Het is onder andere aangetroffen in Siberië, India, Sri Lanka, China, Nieuw-Guinea, Fiji, Australië en Tasmanië. In 1907 kende Ulmer slechts één soort, Apsilochorema indicum uit India.
Fylogenetisch onderzoek geeft aan dat het geslacht ontstond in Australië, ongeveer 36,4 miljoen jaar geleden, en dat het zich van daaruit heeft verspreid naar het Oriëntaals gebied; dit in tegenstelling tot eerdere aannamen dat het geslacht oorspronkelijk uit het Oriëntaals gebied of Noord-Gondwana afkomstig was.
Deze schietmotten ontwikkelen zich in beekjes en stroompjes met koel water, onder meer in de Himalaya en de bergen van Assam. 

## Soorten
- A. agassizi W Mey, 1999
- A. akis H Malicky, 1997
- A. annandalei AV Martynov, 1935
- A. anosoana H Malicky, 1978
- A. banksi (Mosely, 1941)
- A. buergersi Ulmer, 1938
- A. cabang J Huisman, 1992
- A. caledonicum F Schmid, 1989
- A. clavator F Schmid, 1989
- A. clavigerum F Schmid, 1989
- A. corymbosum W Mey, 1999
- A. cheesmanae DE Kimmins, 1958
- A. chelicerum F Schmid, 1989
- A. dakchinam F Schmid, 1970
- A. diffine Banks, 1920
- A. eliud H Malicky & P Chantaramongkol, 1993
- A. epimetheus H Malicky, 2000
- A. excisum (Ulmer, 1927)
- A. extensum F Schmid, 1989
- A. falculiferum F Schmid, 1989
- A. gisbum (Mosely, 1953)
- A. hrasvam F Schmid, 1970
- A. hwangi (FCJ Fischer, 1970)
- A. indicum (Ulmer, 1905)
- A. iranicum F Schmid, 1959
- A. kinabalu J Huisman, 1992

- A. luzonicum W Mey, 1999
- A. malayanum Banks, 1931
- A. malickyi F Schmid, 1989
- A. mancum Ulmer, 1951
- A. monicae F Schmid, 1989
- A. moselyellum DE Kimmins, 1955
- A. moselyi HH Ross, 1951
- A. natibhinnam F Schmid, 1970
- A. nigrum (L Navas, 1932)
- A. nilgri W Mey, 1999
- A. nosoanhamum H Malicky, 1978
- A. obliquum (Mosely, 1953)
- A. oxypages A Neboiss, 1984
- A. rossi DE Kimmins, 1957
- A. segitiga J Huisman, 1992
- A. sutshanum AV Martynov, 1934
- A. tajuk J Huisman, 1992
- A. tanum F Schmid, 1970
- A. tigmatejanam F Schmid, 1970
- A. tonkinense W Mey, 1998
- A. unciferum F Schmid, 1989
- A. urdalum A Neboiss, 1962
- A. utchtchunam F Schmid, 1970
- A. vaneyam F Schmid, 1970
- A. zimmermani HH Ross, 1951